# E. F. Benson
Edward Frederic Benson (24 de julio de 1867 - 29 de febrero de 1940) fue un novelista, biógrafo y escritor de cuentos de terror inglés, conocido profesionalmente como E. F. Benson. Sus amigos lo llamaban "Fred".

## Biografía
E. F. Benson nació en Wellington College (Berkshire), hijo de un director de escuela y más tarde Arzobispo de Canterbury, Edward White Benson, y de Mary Sidgwick Benson ("Minnie"), quien fue descrita por William Ewart Gladstone como "la más brillante mujer europea".
Estudió en Temple Grove, East Sheen, Surrey, luego en Marlborough, (Wiltshire) y terminó sus estudios en el King's College de Cambridge, donde se aficionó grandemente a la arqueología.
Benson era hermano de escritores: A. C. Benson, Robert Hugh Benson y Margaret Benson, egiptóloga. Ninguno se casó, Robert se ordenó sacerdote, pero moriría joven, como A. C. Benson.
E. F. Benson fue gran atleta en su juventud, y escritor precoz, publicando su primer libro cuando era aún estudiante.
Sus libros más conocidos son los que integran los Mapp and Lucia Books.
Benson murió en Londres, en 1940, de cáncer de garganta.

## Carrera
Su primer libro fue Sketches from Marlborough. Su primera novela, la controvertida Dodo (1893), a la que siguieron varias sátiras y melodramas románticos. La serie de Mapp and Lucia, escrita relativamente tarde, consiste en seis novelas y trece cuentos.

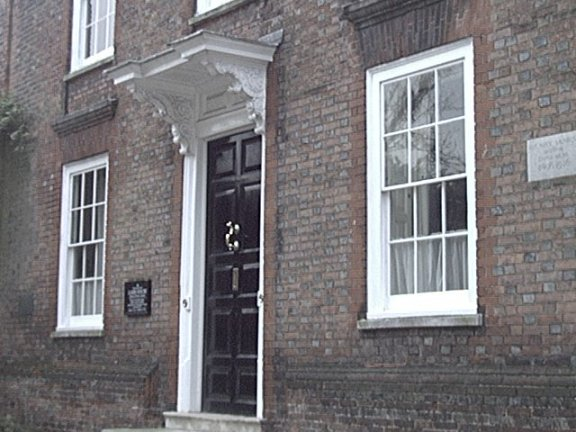
Lamb House, casa del escritor y modelo para "Mallards", en la serie de Lucia.

Los últimos tres libros fueron dramatizados en el Channel 4 de la televisión británica entre 1985 y 1986. Los tres primeros fueron adaptados para la radio por la BBC.
Benson fue gran amigo del escritor de terror M. R. James, con quien participaba en la sociedad literaria de Cambridge "Chitchat Society".
Benson, escritor victoriano, como M. R. James, es muy conocido por sus historias de fantasmas, las cuales aparecen frecuentemente en antologías del género. En ellas, Benson evita los típicos escenarios góticos, buscando ámbitos más cotidianos. Títulos: "La confesión de Charles Linkworth", "El terror nocturno", "Un cuento sobre una casa vacía", etc., todos ellos publicados en castellano por la Editorial Valdemar, en la antología El santuario y otras historias de fantasmas (1999).
El último libro de E. F. Benson fue una autobiografía titulada Final Edition.

### Novelas
Trilogía Dodo:
1. Dodo: A Detail of the Day (1893)
2. Dodo's Daughter, o Dodo the Second (1913)
3. Dodo Wonders (1921)

Serie David Blaize:
1. David Blaize (1916)
2. David Blaize and the Blue Door (1918)
3. David of King's, o David Blaize of King's (1924)

Serie Mapp y Lucía (Mapp and Lucia):
1. Reina Lucía (Queen Lucia) (1920), Editorial Impedimenta 2012
2. La señorita Mapp (Miss Mapp) (1922), Editorial Impedimenta 2013
3. Lucía en Londres (Lucia in London) (1927) Editorial Impedimenta 2015
4. Mapp y Lucía (Mapp and Lucia) (1931), Editorial Impedimenta 2012
5. Lucia's Progress, o The Worshipful Lucia (1935)
6. Trouble for Lucia (1939)

Serie Colin:
1. Colin: A Novel (1923)
2. Colin II (1925)

Independientes:
- The Rubicon (1894)
- The Judgement Books (1895), novela corta
- Limitations (1896)
- The Babe, B.A. (1897)
- The Money Market (1898)
- The Vintage (1898)
- The Capsina (1899)
- Mammon and Co. (1899)
- The Princess Sophia (1900)
- The Luck of the Vails (1901)
- Scarlet and Hyssop (1902)
- An Act in a Backwater (1903)
- The Book of Months (1903)
- The Relentless City (1903)
- The Valkyries (1903)
- The Challoners (1904)
- The Angel of Pain (1905)
- The Image in the Sand (1905)
- The House of Defence (1906)
- Paul (1906)
- Sheaves (1907)
- The Blotting Book (1908)
- The Climber (1908)
- A Reaping (1909)
- Daisy's Aunt, o The Fascinating Mrs. Halton (1910)
- Margery, o Juggernaut (1910)
- The Osbornes (1910)
- Account Rendered (1911)
- Mrs. Ames (1912)
- Thorley Wier (1913)
- The Weaker Vessel (1913)
- Arundel (1914)
- The Oakleyites (1915)
- Mike, or Michael (1916)
- The Freaks of Mayfair (1916)
- An Autumn Sowing (1917)
- Mr. Teddy, or The Tortoise (1917)
- Up and Down (1918)
- Across the Stream (1919)
- Robin Linnet (1919)
- Lovers and Friends (1921)
- Peter (1922)
- Alan (1924)
- Rex (1925)
- Mezzanine (1926)
- Pharisees and Publicans (1926)
- Paying Guests (1929)
- The Inheritor (1930)
- Secret Lives (1932)
- As We Are, A Modern Revue (1932)
- Travail of Gold (1933)
- Raven's Brood (1934)

### Cuentos
Colecciones:
- Six Common Things, o A Double Overture (1893), colección de 16 cuentos:
"Once", "Autumn and Love", "Two Days After", "Carrington", "Jack and Poll", "At King's Cross Station", "The Sound of the Grinding", "Blue Stripe", "A Winter Morning", "The Zoo", "The Three Old Ladies", "Like a Grammarian", "Poor Miss Huntingford", "The Defeat of Lady Grantham.", "The Tragedy of a Green Totem", "The Death Warrant"
- The Room in the Tower, and Other Stories (1912), colección de 16 cuentos y 1 novela corta:
"The Room in the Tower", "The Dust-Cloud", "Gavon's Eve", "The Confession of Charles Linkworth", "At Abdul Ali's Grave", "The Shootings of Achnaleish", "How Fear Departed from the Long Gallery", "Caterpillars", "The Cat", "The Bus-Conductor", "The Man Who Went Too Far" (novela corta), "Between the Lights", "Outside the Door", "The Terror by Night", "The Other Bed", "The Thing in the Hall", "The House with the Brick-Kiln"
- The Countess of Lowndes Square, and Other Stories (1920), colección de 14 cuentos:
"The Countess of Lowndes Square", "The Blackmailer of Park Lane", "The Dance on the Beefsteak", "The Oriolists", "In the Dark", "The False Step", "The Case of Frank Hampden", "Mrs. Andrews's Control", "The Ape", "Through", " 'Puss-Cat' ", "There Arose a King", "Tragedy of Oliver Bowman", "Philip's Safety Razor"
- "And the Dead Spake—", and The Horror Horn (1923), colección de 2 cuentos:
"The Horror-Horn", " 'And the Dead Spake...' "
- Visible and Invisible (1923), colección de 12 cuentos:
" 'And the Dead Spake...' ", "The Outcast", "The Horror-Horn", "Machaon", "Negotium Perambulans", "At the Farmhouse", "Inscrutable Decrees", "The Gardener", "Mr. Tilly's Séance", "Mrs. Amworth", "In the Tube", "Roderick's Story"
- Spook Stories (1928), colección de 12 cuentos:
"Reconciliation", "The Face", "Spinach", "Bagnell Terrace", "A Tale of an Empty House", "Naboth's Vineyard", "Expiation", "Home, Sweet Home", " 'And No Bird Sings' ", "The Corner House", "Corstophine", "The Temple"
- More Spook Stories (1934), colección de 13 cuentos:
"The Step", "The Bed by the Window", "James Lamp", "The Dance", "The Hanging of Alfred Wadham", "Pirates", "The Wishing-Well", "The Bath-Chair", "Monkeys", "Christopher Comes Back", "The Sanctuary", "Thursday Evenings", "The Psychical Mallards"
- Old London (1937), colección de 4 novelas cortas:
"Portrait of an English Nobleman", "Janet", "Friend of the Rich", "The Unwanted"
- The Horror Horn and Other Stories: The Best Horror Stories of E. F. Benson (1974), colección de 13 cuentos:
"The Sanctuary", "Monkeys", "The Bed by the Window", " 'And No Bird Sings' ", "The Face", "Mrs. Amworth", "Negotium Perambulans", "The Horror-Horn", "The House with the Brick-Kiln", "The Thing in the Hall", "Caterpillars", "Gavon's Eve", "The Room in the Tower"
- The Tale of an Empty House and Other Ghost Stories (1986), colección de 14 cuentos:
"The Face", "Caterpillars", "Expiation", "The Tale of an Empty House", "The Bus-Conductor", "How Fear Departed from the Long Gallery", "The Other Bed", "The Room in the Tower", "Mrs. Amworth", " 'And No Bird Sings' ", "Mr. Tilly's Séance", "Home, Sweet Home", "The Sanctuary", "Pirates"
- The Flint Knife (1988), colección de 15 cuentos:
"The Flint Knife", "The Chippendale Mirror", "The Witch-Ball", "The Ape", "Sir Roger de Coverley", "The China Bowl", "The Passenger", "The Friend in the Garden", "The Red House", "Through", "The Box at the Bank", "The Light in the Garden", "Dummy on a Dahabeah", "The Return of Frank Hampden", "The Shuttered Room"
- Desirable Residences and Other Stories (1991), colección de 6 cuentos:
"The Superannuation Department AD 1945", "The Satyr's Sandals", "The Disappearance of Jacob Conifer", "Number 12", "The Top Landing", "Sea Mist"
- The Collected Ghost Stories of E.F. Benson (1992), ómnibus de las colecciones The Room in the Tower, and Other Stories, Visible and Invisible, Spook Stories y More Spook Stories
- Fine Feathers and Other Stories (1994), colección de 31 cuentos:
  - The Further Diversions of Amy Bondham: "The Lovers", "Complete Rest", "The Five Foolish Virgins"
  - Crook stories: "My Friend the Murderer", "Professor Burnaby's Discovery"
  - Sardonic stories: "The Exposure of Pamela", "Miss Maria's Romance", "The Eavesdropper", "James Sutherland, Ltd", "Bootles", "Julian's Cottage"
  - Society stories: "Fine Feathers", "The Defeat of Lady Hartridge", "The Jamboree", "Complementary Souls", "Dodo and the Brick", "A Comedy of Styles", "Noblesse Oblige", "An Entire Mistake", "Mr Carew's Game of Croquet", "The Fall of Augusta", "The Male Impersonator"
  - Crank stories: "M. O. M.", "The Adventure of Hegel Junior", "The Simple Life", "Mrs Andrews's Control", "George's Secret", "Buntingford Jugs"
  - Spook stories: "By the sluice", "Atmospherics", "Boxing Night"
- Serie The Collected Spook Stories.
  1. Vol. 1: The Terror by Night (1998), colección de 14 cuentos y 1 novela corta:
"At Abdul Ali's Grave", "The Man Who Went Too Far" (novela corta), "The Cat", "The Dust-Cloud", "Gavon's Eve", "The Shootings of Achnaleish", "The Bus-Conductor", "The Terror by Night", "The House with the Brick-Kiln", "Between the Lights", "Caterpillars", "Outside the Door", "The Thing in the Hall", "The Other Bed", "How Fear Departed from the Long Gallery"
  2. Vol. 2: The Passenger (1999), colección de 14 cuentos:
"The Room in the Tower", "The Confession of Charles Linkworth", "The Friend in the Garden", "Dummy on a Dahabeah", "The Red House", "The Chippendale Mirror", "The Return of Frank Hampden", "The China Bowl", "The Passenger", "The Ape", "Through", "Thursday Evenings", "The Light in the Garden", "The Psychical Mallards"
  3. Vol. 3: Mrs Amworth (2001), colección de 16 cuentos:
"The Outcast", "Number 12", "Mrs. Amworth", "The Top Landing", "The Gardener", "The Horror-Horn", " 'And the Dead Spake...' ", "Negotium Perambulans...", "In the Tube", "Machaon", "Mr. Tilly's Séance", "At the Farmhouse", "Inscrutable Decrees", "Roderick's Story", "Expiation", "Boxing Night"
  4. Vol. 4: The Face (2003), colección de 15 cuentos:
"Naboth's Vineyard", "The Face", "Spinach", "Reconciliation", "Corstophine", "The Temple", "A Tale of an Empty House", "Bagnell Terrace", "The Corner House", " 'And No Bird Sings' ", "The Call", "The Bath-Chair", "The Dance", "Home, Sweet Home", "By the Sluice"
  5. Vol. 5: Sea Mist (2005), colección de 20 cuentos:
"Dives and Lazarus", "Sir Roger de Coverley", "The Box at the Bank", "Pirates", "The Witch-Ball", "The Hanging of Alfred Wadham", "Atmospherics", "The Wishing-Well", "Christopher Comes Back", "The Bed by the Window", "The Shuttered Room", "The Flint Knife", "James Lamp", "The Step", "The Sanctuary", "Monkeys", "Sea Mist", "Mrs. Andrews's Control", "The Clandon Crystal", "The Everlasting Silence"
- Night Terrors: The Ghost Stories of E. F. Benson (2012), ómnibus de las colecciones The Room in the Tower, and Other Stories, Visible and Invisible, Spook Stories y More Spook Stories
- The E. F. Benson Megapack (2013), colección de 35 cuentos y 1 novela corta:
"At Abdul Ali's Grave", "The Man Who Went Too Far" (novela corta), "The Cat", "Gavon's Eve", "The Dust-Cloud", "The Shootings at Achnaleish", "The Bus-Conductor", "The House with the Brick-Kiln", "Outside the Door", "How Fear Departed from the Long Gallery", "The Confession of Charles Linkworth", "The Room in the Tower", "Caterpillars", "Between the Lights", "The Terror by Night", "The Other Bed", "The China Bowl", "The Passenger", "The Ape", "Through", "Thursday Evenings", "The Psychical Mallards", "Mrs Amworth", "The Gardener", "The Horror-Horn", " 'And the Dead Spake...' ", "Negotium Perambulans", "In the Tube", "Mr. Tilly's Séance", "The Case of Frank Hampden", "Mrs. Andrews's Control", "The Death Warrant", "Machaon", "At the Farmhouse", "Inscrutable Decrees", "The Thing in the Hall"
- Ghost Stories (2016), colección de 8 cuentos y 1 novela corta:
"Spinach", "In the Tube", "The Man Who Went Too Far" (novela corta), "Mrs Amworth", "The Room in the Tower", "The Bus-Conductor", "Negotium Perambulans", " 'And No Bird Sings' ", "Caterpillars"
- The Outcast and Other Dark Tales (2020), colección de 16 cuentos:
"Dummy on a Dahabeah", "A Winter Morning", "The Thing in the Hall", "The Passenger", "The Light in the Garden", "The Outcast", "The Top Landing", "The Face", "The Corner House", "By the Sluice", "Pirates", "The Secret Garden", "The Flint Knife", "The Bath-Chair", "The Dance", "Billy Comes Through"

No publicados en colecciones:
- "The Mystery of Black Rock Creek" (1894), con Jerome K. Jerome, Frank Frankfort Moore, Barry Pain y Eden Phillpotts
- "The Adventure of Hegel" (1901)
- "The Hapless Bachelors" (1921)
- "The Witch Ball" (1928)
- "The Woman in the Veil" (1928)
- "Dark and Nameless" (1929)

### Obras de teatro
- Aunt Jeannie (1902; no publicada)
- Dodo (1905; no publicada)
- The Friend in the Garden (1906; no publicada)
- Dinner for Eight (1915; no publicada)[1]
- The Luck of the Vails (1928; no publicada)

### No ficción
Artículos (selección)
- " 'A Question of Taste,' " (1893)
- "The Recent 'Witch Burning' at Clonmel", o "The Clonmel Witch Burning" (1895)
- "A House of Help" (1924)
- "The Way Out" (1927)
- "The Athletic Ideal" (1928)
- "The Grave-Diggers" (1930)
- Sheridan LeFanu, o Reflections in a Glass Darkly: Essays on J. Sheridan LeFanu (1931)
- "Men and Bees" (1932)
- "Our Hard-working Royal Family" (1934)
- The King and His Reign (1935)

Autobiografías
- Our Family Affairs, 1867–1896 (1920)
- Mother (1925)
- Final Edition: Informal Autobiography (1940)

Biografías
- Sir Francis Drake (1927)
- The Life of Alcibiades (1928)
- As We Were: A Victorian Peepshow, o As We Are (1930)
- Ferdinand Magellan (1929)
- Charlotte Brontë (1932)
- King Edward VII (1933)
- Queen Victoria (1935)
- Charlotte, Anne and Emily Brontë (1936)
- Queen Victoria's Daughters, o The Daughters of Queen Victoria (1938)

Guías
- Daily Training (1902), con Eustace Miles
- Diversions Day by Day (1905), con Eustace Miles

Historia
- Deutschland Über Allah, o Crescent and Iron Cross (1918)
- Poland and Mittel-Europa, o The White Eagle of Poland (1918)
- The Outbreak of War, 1914 (1933)
- The Kaiser and English Relations (1936)

Opinión
- Thoughts from E.F. Benson (1913), compilado por E.E. Norton
- Thoughts from E.F. Benson (1917), compilado por H.B. Elliott

Folletos
- Notes on Excavations in Alexandrian Cemeteries (1895), con D.G. Hogarth
- Two Generations (1904)
- From Abraham to Christ (1928)

Sociedad
- The Social Value of Temperance (1919)

Deporte
- Book of Golf (1903), editado con Eustace Miles
- The Cricket of Abel, Hirst and Shrewsbury (1903), editado con Eustace Miles
- English Figure Skating (1908)
- Winter Sports in Switzerland (1913)

Otros
- Sketches from Marlborough (1888)
- The Mad Annual (1903), con Eustace Miles
- Bensoniana (1912)

## Adaptaciones
- "The Hearse Driver", segmento dirigido por Basil Dearden en la película Dead of Night (1945), basado en el cuento "The Bus-Conductor"
- "Mrs. Amworth", segmento dirigido por Alvin Rakoff en la película Three Dangerous Ladies (1977), basado en el cuento "Mrs. Amworth"
- Mrs. Amworth (1978), episodio piloto dirigido por Alvin Rakoff, basado en el cuento "Mrs. Amworth"
- Mapp & Lucia (1985-1986), serie dirigida por Donald McWhinnie, basada en las novelas Mapp y Lucía, Lucia's Progress y Trouble for Lucia
- Mapp and Lucia (2014), miniserie dirigida por Diarmuid Lawrence, basada en la novela Mapp y Lucía